# S (roman de Cariguel)
Pour les articles homonymes, voir S (roman).
S est un roman de Claude Cariguel publié en 1953 aux éditions Flammarion et ayant reçu le prix des Deux Magots l'année suivante.

## Éditions
- Éditions Flammarion, 1953.
- Le Livre de poche, no 4191, 1975  (ISBN 9782253008217).